# إريك بلامنفيلد
إريك بلامنفيلد هو تاجر وسياسي ألماني، ولد في 27 مارس 1915 في هامبورغ في ألمانيا، وتوفي بنفس المكان في 10 أبريل 1997. نشط حزبياً في الاتحاد الديمقراطي المسيحي.

## مناصب
- انتخب ممثل الجمعية البرلمانية لمجلس أوروبا [الإنجليزية]‏ لترشحه ضمن قائمة ألمانيا، (21 يناير 1971 – 24 سبتمبر 1974).
- انتخب نائب عن الجمعية البرلمانية لمجلس أوروبا  [لغات أخرى]‏ لترشحه ضمن قائمة ألمانيا، (24 يناير 1966 – 21 يناير 1971).
- في انتخابات البرلمان الأوروبي 1979، انتخب عضو في البرلمان الأوروبي عن دائرة ألمانيا لترشحه ضمن قائمة الاتحاد الديمقراطي المسيحي، وقد انضم خلال فترته النيابية (17 يوليو 1979 – 23 يوليو 1984) للكتلة البرلمانية كتلة حزب الشعب الأوروبي.
- في انتخابات البرلمان الأوروبي 1984، انتخب عضو في البرلمان الأوروبي عن دائرة ألمانيا لترشحه ضمن قائمة الاتحاد الديمقراطي المسيحي، وقد انضم خلال فترته النيابية (24 يوليو 1984 – 24 يوليو 1989) للكتلة البرلمانية كتلة حزب الشعب الأوروبي.
- انتخب عضو برلمان هامبورغ ‏.
- انتخب عضو في البوندستاغ الألماني خلال فترته النيابية  [لغات أخرى]‏ (17 أكتوبر 1961 – 17 أكتوبر 1965).

## وصلات خارجية
- إريك بلامنفيلد على موقع مونزينجر (الألمانية)